# 제11회 EBS 국제다큐영화제
제11회 EBS 국제다큐영화제는 2014년 8월 25일에 열린 시상식이다.

## 수상 및 후보

### 대상
- 홈스는 불타고 있다 - 타달 델키 수상

### 다큐멘터리 정신상
- 마지막 인형극 - 지미 골드블룸 외 1명 수상

### 심사위원 특별상
- 아리엘 - 로라 바리 수상

### 시청자 관객상
- 112번의 결혼식 - 덕 블락 수상

### UNICEF 특별상
- 달에 부는 바람 - 이승준 수상

### 페스티벌 초이스
- 홈스는 불타고 있다 - 타달 델키
- 아리엘 - 로라 바리
- 달에 부는 바람 - 이승준
- 마르마토 - 마크 그리에코
- 112번의 결혼식 - 덕 블락
- 마지막 인형극 - 지미 골드블룸 외 1명
- 누가 애런 슈워츠를 죽였는가? - 브라이언 나펜베게르
- 반짝이는 박수 소리 - 이길보라
- 사랑을 믿나요? - 댄 바세먼

### 한국 다큐멘터리 파노라마
- 풍경 - 장률
- 수련 - 김이창
- 김 알렉스의 식당:안산-타슈켄트 - 김정
- 어메이징 데이 - 정성욱
- 초원 - 오민욱
- 아무도 모른다 - 원해수

### 월드 쇼케이스
- 포인트 앤 슛 - 마샬 커리
- 인터넷 중독자 수용소 - 쇼쉬 슐람 외 1명
- 공대생의 연애공식 - 토니슬라브 흐리스토프
- 전기도둑 로하 - 파하드 무스타파 외 1명
- - 조 피스카텔라
- 치타, 칸지, 너클스 - 요스 드 푸터
- 언노운 노운 - 에롤 모리스
- 굴레(영어판) - 니나 마리아 패샤알리두
- 돈 맥컬린 - 데이빗 모리스 외 1명

### 특별전
- 지구 반대편의 초상 - 빅토르 코사코프스키
- 쉿! - 빅토르 코사코프스키
- 스비야토 - 빅토르 코사코프스키
- 벨로프씨 가족들 - 빅토르 코사코프스키
- 슈퍼마켓의 여인들 - 엘 키퍼 자레츠키 외 1명
- 루디의 마지막 유산 - 타마 탈
- 히틀러의 아이들 - 차노크 지비

### 패션 다큐
- 패션 여제, 다이애나 브릴랜드 - 리사 이모르디노 브릴랜드
- 은발의 패셔니스타 - 리나 플리오플리테
- 칼 라거펠트, 인생을 그리다 - 루익 프리정

### 뮤직 다큐멘터리
- 스타로부터 스무 발자국 - 모건 네빌
- 거리에서 - 다니엘 지브
- 씨 없는 수박 김대중 - 이주호

### 가족과 교육
- 미아와 알렉산드라 - 모나 프리스 베테유센
- 채식주의자의 고기 굽는 법 - 다리오 아귀레
- 아들 - 션 코샹

### 도시와 건축
- 마이크로토피아 - 예스퍼 바하트마이스터
- 레이크스 미술관의 새 단장 - 오에케 후겐딕
- 비엔나 미술사 박물관 - 요하네스 홀즈하우젠
- 자연의 건축가 유진 추이 - 이 경

### 기술과 문명
- 인디 게임 - 리잔 파조 외 1명
- 왜 나는 수학이 싫어졌을까? - 올리비에 페이용
- 스발바르 제도의 우주 과학자들 - 라스 아이나 스칸게베르그
- CERN: 세상을 바꾼 60년 - 니콜라우스 가이어할터